# Al Marsa Tower
| Dieser Artikel wurde auf der Qualitätssicherungsseite des WikiProjekts Planen und Bauen eingetragen. Dies geschieht, um die Qualität der Artikel aus den Themengebieten Bautechnik, Architektur und Planung auf ein akzeptables Niveau zu bringen. Dabei werden Artikel, die nicht maßgeblich verbessert werden können, möglicherweise in die allgemeine Löschdiskussion gegeben. Hilf mit, die inhaltlichen Mängel dieses Artikels zu beseitigen, und beteilige dich an der Diskussion! |

Der Al Marsa Tower ist mit 253,5 Metern und 60 Etagen einer der höheren Wolkenkratzer in Dubai. Das Gebäude steht auf einem Podium, das die unteren Geschosse enthält.

## Nutzung
Der Wolkenkratzer enthält vor allem Wohnungsflächen, aber die unteren fünf Geschosse werden als Studios, Parkflächen, Büroflächen und Geschäfte genutzt. Außerdem hat es noch zwei Keller, die als Parkflächen und von den Gebäudewartungsdiensten genutzt werden. Im Gebäude gibt es Wohnungen ab zwei, drei und vier Schlafzimmer bis hin zu Penthousewohnungen.

## Lage
Das Gebäude befindet sich im Stadtteil Dubai Marina. In der Nähe ist die Dubai Marina Mall.